# Ereván
Ereván (en armenio: Երևան, romanizado: Yerevan) es la capital de Armenia, así como la mayor ciudad del país. Tiene una población estimada, a inicios de 2022, de 1 092 800 habitantes.
Su superficie es de 233 km². Se ubica en el extremo oriental de la llanura de Ararat y a ambas orillas del río Hrazdan. En 2003, la población de la ciudad se estimaba en 1 091 235 habitantes, para un total de 1 245 700 habitantes añadiendo las poblaciones aledañas; conformando el 42 % de la población armenia.
Su origen se remonta al siglo VIII a. C., con la fundación de la fortaleza urartiana de Erebuni en el año 782 a. C. Después de la Primera Guerra Mundial se convirtió en la capital de la República Democrática de Armenia y aumentó su población con la llegada de miles de supervivientes del genocidio armenio, expandiéndose aún más en el siglo XX al convertirse en capital de una de las quince Repúblicas de la Unión Soviética, la RSS de Armenia. De esta manera, la pequeña ciudad se transformó en una de las más importantes de la región, sede de las más importantes asociaciones culturales, artísticas e industriales del país, además de las políticas, y base de una extensa red de vías férreas, así como el nudo de comercio de productos agrícolas.
Cuenta con universidad propia, Academia de Ciencias, la Galería Nacional de Armenia, el Museo de Historia de Armenia y diversas bibliotecas públicas. En la ciudad existen las ruinas de una fortaleza urartiana de unos 3000 años de antigüedad. Entre los edificios importantes destacan la Catedral, el Mercado y la Ópera. Su aeropuerto está situado en Zvartnots.

## Etimología y toponimia
El origen del nombre de la ciudad de Ereván proviene de la fortaleza de Erebuni (del reino de Urartu), construido junto al centro de la ciudad y actualmente en ruinas. Fue en su momento una de las principales ciudades urartianas. Además, uno de los doce distritos de Ereván se llama Erebuni.  Progresivamente, el nombre Erebuni evolucionó en el idioma armenio entre los siglos V y siglo IV a. C., modificando la letra «b» en el nombre, hasta convertirse en «v».
En español se conoce a la ciudad como Ereván. En armenio el topónimo es Երևան (/jɛɾɛˈvɑn/) o Երեւան (/jɛɾɛˈvɑn/). En ruso Ереван (tr.: Yereván).

## Símbolos
El principal símbolo de la ciudad de Ereván es el Monte Ararat, visible en clima favorable desde cualquier parte de la ciudad. También está representado en su escudo de armas.
En el escudo de armas se aprecia como símbolo el león coronado ya utilizado por la República de Armenia. Este símbolo representa el reino de Armenia que se remonta al primer rey del Reino armenio de Cilicia, León I de Armenia o Levon. El nombre procede de leo, el león, en latín. Es, ante todo, el símbolo heráldico más frecuente en Oriente y Occidente, y refleja la fuerza y majestuosidad.
El león de Levon y de todos los reyes de la dinastía rupénida, se representa coronado con un cetro en la pata delantera derecha, en el centro del pecho un diseño del Monte Ararat, caminando a cuatro patas, la cabeza mirando de cara.
En contraste con los símbolos occidentales, donde el león está representado de pie (en el siglo XIII, Armenia está mirando hacia el Occidente romano, se lleva el león de pie y de perfil).
Desde 2004, Ereván tiene un himno oficial, Erépouni-Ereván, escrito por Baruir Sevag y compuesto por E. Hovhannissian, elegido de un concurso para representar la ciudad, y una bandera, sobre la base del escudo de armas de la ciudad. La bandera incorpora el escudo con el león, sobre un fondo blanco, rodeado de doce pequeños triángulos de color rojo que representan las doce sucesivas capitales de Armenia.

## Geografía y clima

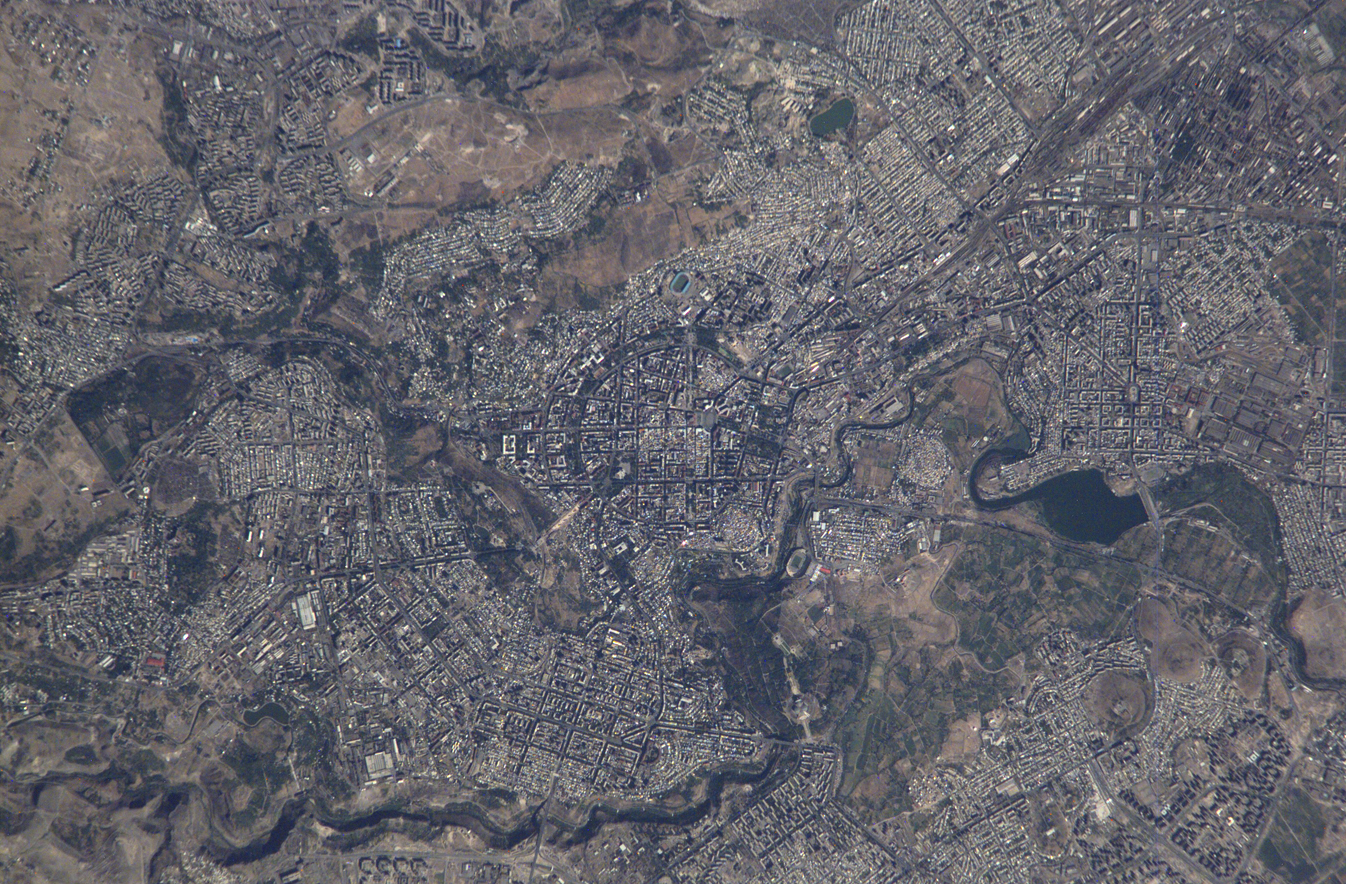
Ereván vista desde unos 20 km de altitud

Ereván se encuentra en Armenia Oriental, en la zona nororiental del valle del Monte Ararat. La parte superior de la ciudad está rodeada de montañas por tres puntos, mientras que en la parte meridional se encuentra la ribera del río Hrazdan, un tributario del río Arax. El Hrazdan forma un cañón que divide a la ciudad en dos partes. La elevación de la ciudad se encuentra entre los 900 y 1300 m sobre el nivel del mar.
Al ostentar la capitalidad del país, Ereván no forma parte de ningún marz ("provincia"). Se encuentra rodeada por los siguientes marzer: Kotayk' (norte), Ararat (sur), Armavir (suroeste) y Aragatsotn (noroeste).
El clima de Ereván es continental semiárido frío (Clasificación climática de Köppen: BSk) con veranos secos y cálidos e inviernos muy fríos. La temperatura en agosto puede ascender hasta los 35 °C, mientras que en enero, el mes más frío, pueden descender hasta los -22 °C. Las precipitaciones tienen una media anual de 363 mm.
| Parámetros climáticos promedio de Ereván (1991-2020) | Parámetros climáticos promedio de Ereván (1991-2020) | Parámetros climáticos promedio de Ereván (1991-2020) | Parámetros climáticos promedio de Ereván (1991-2020) | Parámetros climáticos promedio de Ereván (1991-2020) | Parámetros climáticos promedio de Ereván (1991-2020) | Parámetros climáticos promedio de Ereván (1991-2020) | Parámetros climáticos promedio de Ereván (1991-2020) | Parámetros climáticos promedio de Ereván (1991-2020) | Parámetros climáticos promedio de Ereván (1991-2020) | Parámetros climáticos promedio de Ereván (1991-2020) | Parámetros climáticos promedio de Ereván (1991-2020) | Parámetros climáticos promedio de Ereván (1991-2020) | Parámetros climáticos promedio de Ereván (1991-2020) |
| Mes                                                  | Ene.                                                 | Feb.                                                 | Mar.                                                 | Abr.                                                 | May.                                                 | Jun.                                                 | Jul.                                                 | Ago.                                                 | Sep.                                                 | Oct.                                                 | Nov.                                                 | Dic.                                                 | Anual                                                |
| ---------------------------------------------------- | ---------------------------------------------------- | ---------------------------------------------------- | ---------------------------------------------------- | ---------------------------------------------------- | ---------------------------------------------------- | ---------------------------------------------------- | ---------------------------------------------------- | ---------------------------------------------------- | ---------------------------------------------------- | ---------------------------------------------------- | ---------------------------------------------------- | ---------------------------------------------------- | ---------------------------------------------------- |
| Temp. máx. abs. (°C)                                 | 19.5                                                 | 19.6                                                 | 27.6                                                 | 35.0                                                 | 36.1                                                 | 41.1                                                 | 42.4                                                 | 42.0                                                 | 40.0                                                 | 34.1                                                 | 26.0                                                 | 20.0                                                 | 42.4                                                 |
| Temp. máx. media (°C)                                | 1.7                                                  | 6.3                                                  | 13.7                                                 | 19.8                                                 | 25.1                                                 | 30.9                                                 | 34.5                                                 | 34.4                                                 | 29.2                                                 | 21.6                                                 | 12.8                                                 | 4.2                                                  | 19.5                                                 |
| Temp. media (°C)                                     | -3.5                                                 | 0.0                                                  | 7.0                                                  | 12.9                                                 | 17.7                                                 | 23.1                                                 | 26.8                                                 | 26.7                                                 | 21.4                                                 | 14.0                                                 | 5.8                                                  | -0.8                                                 | 12.6                                                 |
| Temp. mín. media (°C)                                | -7.8                                                 | -5.4                                                 | 0.9                                                  | 6.4                                                  | 10.8                                                 | 15.1                                                 | 19.1                                                 | 18.9                                                 | 13.2                                                 | 7.1                                                  | 0.1                                                  | -4.9                                                 | 6.1                                                  |
| Temp. mín. abs. (°C)                                 | -27.6                                                | -26.0                                                | -19.1                                                | -10.2                                                | -0.6                                                 | 3.7                                                  | 7.5                                                  | 7.9                                                  | 0.1                                                  | -6.5                                                 | -14.4                                                | -28.2                                                | -28.2                                                |
| Precipitación total (mm)                             | 21                                                   | 21                                                   | 60                                                   | 56                                                   | 47                                                   | 24                                                   | 17                                                   | 10                                                   | 10                                                   | 51                                                   | 25                                                   | 21                                                   | 363                                                  |
| Nevadas (cm)                                         | 5                                                    | 3                                                    | 1                                                    | 0                                                    | 0                                                    | 0                                                    | 0                                                    | 0                                                    | 0                                                    | 0                                                    | 0                                                    | 1                                                    | 10                                                   |
| Días de lluvias (≥ 1 mm)                             | 2                                                    | 4                                                    | 8                                                    | 12                                                   | 12                                                   | 8                                                    | 5                                                    | 4                                                    | 4                                                    | 8                                                    | 7                                                    | 4                                                    | 78                                                   |
| Días de nevadas (≥ 1 mm)                             | 7                                                    | 7                                                    | 2                                                    | 0.2                                                  | 0                                                    | 0                                                    | 0                                                    | 0                                                    | 0                                                    | 0.1                                                  | 1                                                    | 5                                                    | 22.3                                                 |
| Horas de sol                                         | 93                                                   | 108                                                  | 162                                                  | 177                                                  | 242                                                  | 297                                                  | 343                                                  | 332                                                  | 278                                                  | 212                                                  | 138                                                  | 92                                                   | 2474                                                 |
| Humedad relativa (%)                                 | 81                                                   | 74                                                   | 62                                                   | 59                                                   | 58                                                   | 51                                                   | 47                                                   | 47                                                   | 51                                                   | 64                                                   | 73                                                   | 79                                                   | 62.2                                                 |
| Fuente n.º 1: Погода и климат                        |                                                      |                                                      |                                                      |                                                      |                                                      |                                                      |                                                      |                                                      |                                                      |                                                      |                                                      |                                                      |                                                      |
| Fuente n.º 2: NOAA (Horas de sol, 1961-1990)         |                                                      |                                                      |                                                      |                                                      |                                                      |                                                      |                                                      |                                                      |                                                      |                                                      |                                                      |                                                      |                                                      |

## Historia

### Historia antigua

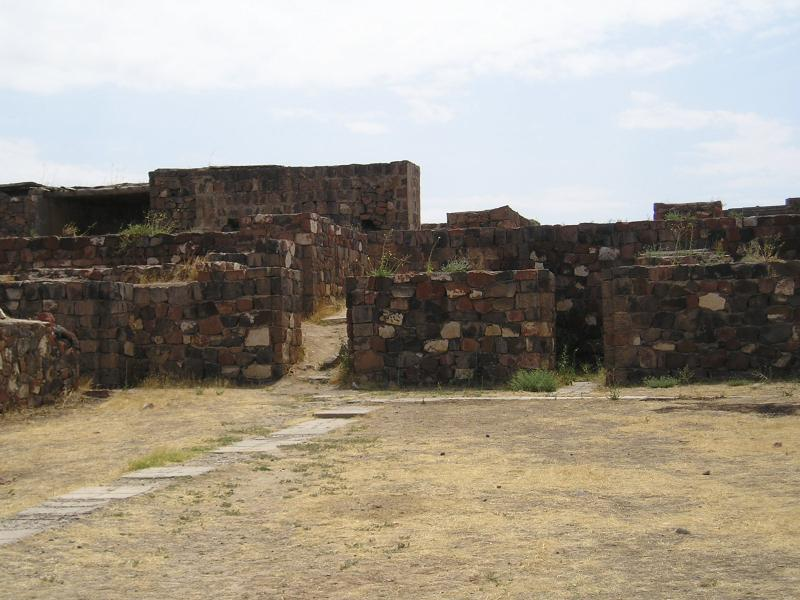
Ruinas de la fortaleza de Erebuni, construida por el rey Argišti en el año 782 a. C.

La antigüedad de Ereván está acreditada por una estela del rey de Urartu Argishti I que menciona la fundación de la fortaleza de Erebouni en el año 782 a. C., para servir como fuerte y ciudadela de protección contra los ataques que procedían del norte del Cáucaso. Ereván es, pues, una de las más antiguas ciudades en el mundo. Entre los siglos VI y IV a. C., Ereván fue uno de los principales centros de la Dinastía Aqueménida. En el año 585 a. C., la fortaleza de Teishebaini (Karmir Blur), treinta millas al norte de Ereván, fue destruida por los escitas.
El nombre de Ereván (o Yerevan) es usado desde el siglo VII a. C bajo dominio de los persas. Siguió en general el destino de Armenia, y fue disputada por romanos, persas y partos, hasta que pasó a dominio musulmán, y de sucesivas dinastías regionales.

### Historia moderna

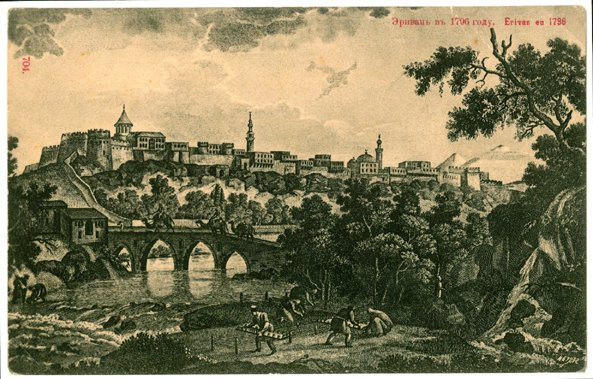
Ereván en 1796

En las guerras turco-persas, la ciudad cambió de manos catorce veces entre 1513 y 1737. En 1604, en virtud de la orden de Abás el Grande, decenas de miles de armenios (incluidos los ciudadanos de Ereván) fueron deportados a Persia. Como consecuencia de ello, la población de Ereván pasó a estar formada por un 80 % de musulmanes y un 20 % de armenios. Durante la década de 1670, el francés Jean Chardin visitó Ereván y dio una descripción de la ciudad en sus Viajes de Chardin Cavalier en Transcaucasia en 1672-1673. El 7 de junio de 1679, un devastador terremoto arrasó la ciudad.
A partir de 1747, la ciudad formó parte del Janato de Ereván, un principado musulmán bajo el dominio del Imperio persa. Durante la segunda guerra ruso-persa, Ereván fue liberado por las tropas rusas bajo el mando de Iván Paskévich el 1 de octubre de 1827, y formalmente cedido por los persas en 1828.

### Historia contemporánea

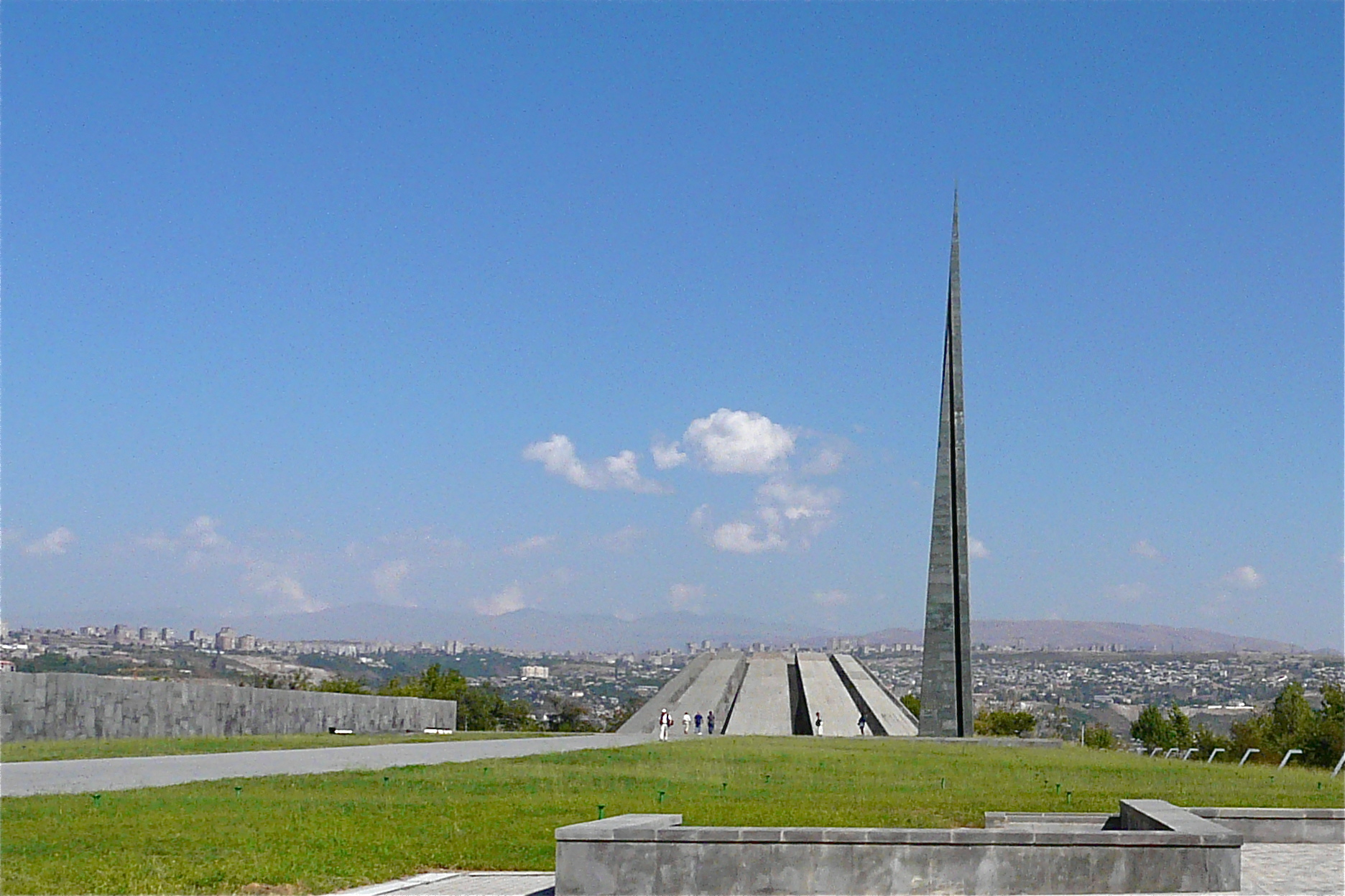
Tsitsernakaberd

En 1918, tras el final de la Primera Guerra Mundial, fue declarada capital de la nueva República Democrática de Armenia. Ese mismo año, Ereván se enfrentó a la amenaza de las fuerzas turcas otomanas, que llegaron hasta 7 km de la ciudad. Solamente la firma apresurada del Tratado de Batum pudo salvar a la capital de Armenia de ser ocupada.
El 4 de diciembre de 1920 fue ocupada por las tropas del Ejército Rojo, quienes disolvieron la república. El 16 de febrero de 1921 estalla una insurrección antisoviética en la ciudad, que no logra ser reprimida hasta el 2 de abril.
Ereván continuó siendo la capital de Armenia, esta vez bajo la figura de República Socialista Soviética de Armenia, una de las quince repúblicas de la Unión Soviética. La era soviética transformó la ciudad en una moderna metrópoli industrial de más de un millón de personas, elaborada de acuerdo con el prominente arquitecto armenio Alexander Tamanian. Ereván también se convirtió en un importante centro cultural y científico.

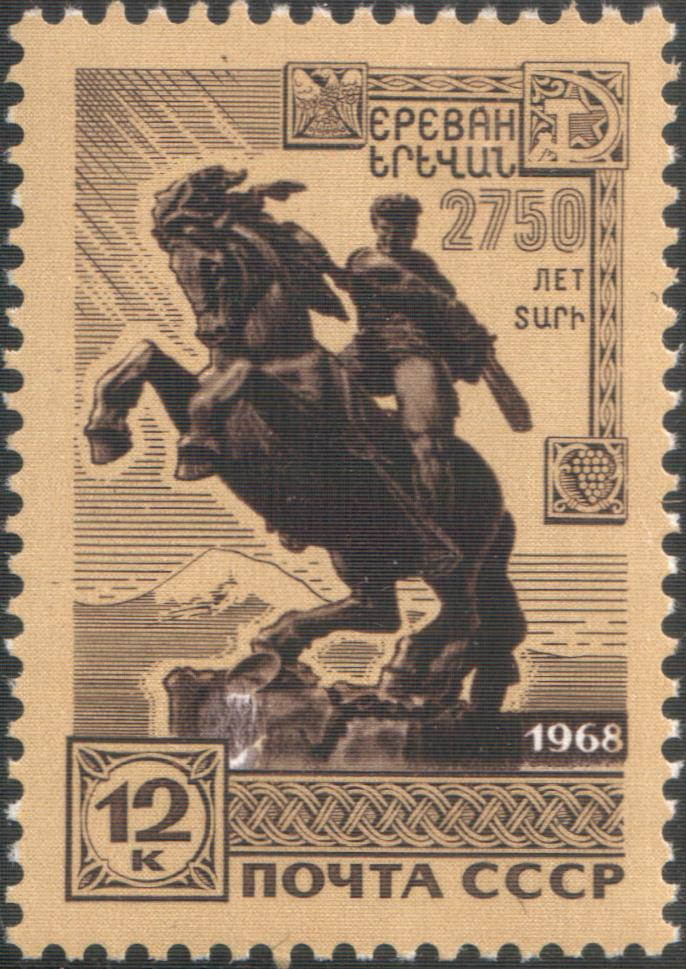
Sello de 12 kopeks soviético de 1968, conmemorando el 2750 aniversario de la fundación de Ereván

Tamanian incorporó las tradiciones nacionales con la construcción urbana contemporánea. Su diseño presenta una disposición radial-circular que superpone la actual ciudad. Como resultado, muchos edificios históricos fueron demolidos, incluidas iglesias, mezquitas, la fortaleza persa, baños, bazares y caravansarays. A muchos de los distritos circundantes alrededor de Ereván se les dio el nombre de comunidades armenias que fueron diezmados por los turcos otomanos durante el Genocidio armenio. Los distritos de Malatya-Sebastia y Nork Marash, por ejemplo, son los nombres de las ciudades turcas de Malatya, Sivas y Marash, respectivamente. Tras el final de la Segunda Guerra Mundial, prisioneros de guerra alemanes fueron utilizados para ayudar en la construcción de nuevos edificios y estructuras, como el puente de Kievyan.
En 1965, durante la conmemoración del quincuagésimo aniversario del genocidio armenio, Ereván fue el centro de una masa de 24 horas de protesta antisoviética, la primera demostración de este tipo en la Unión Soviética, para exigir el reconocimiento del genocidio por las autoridades soviéticas. En 1968, la ciudad conmemoró el 2750.º aniversario de su fundación.

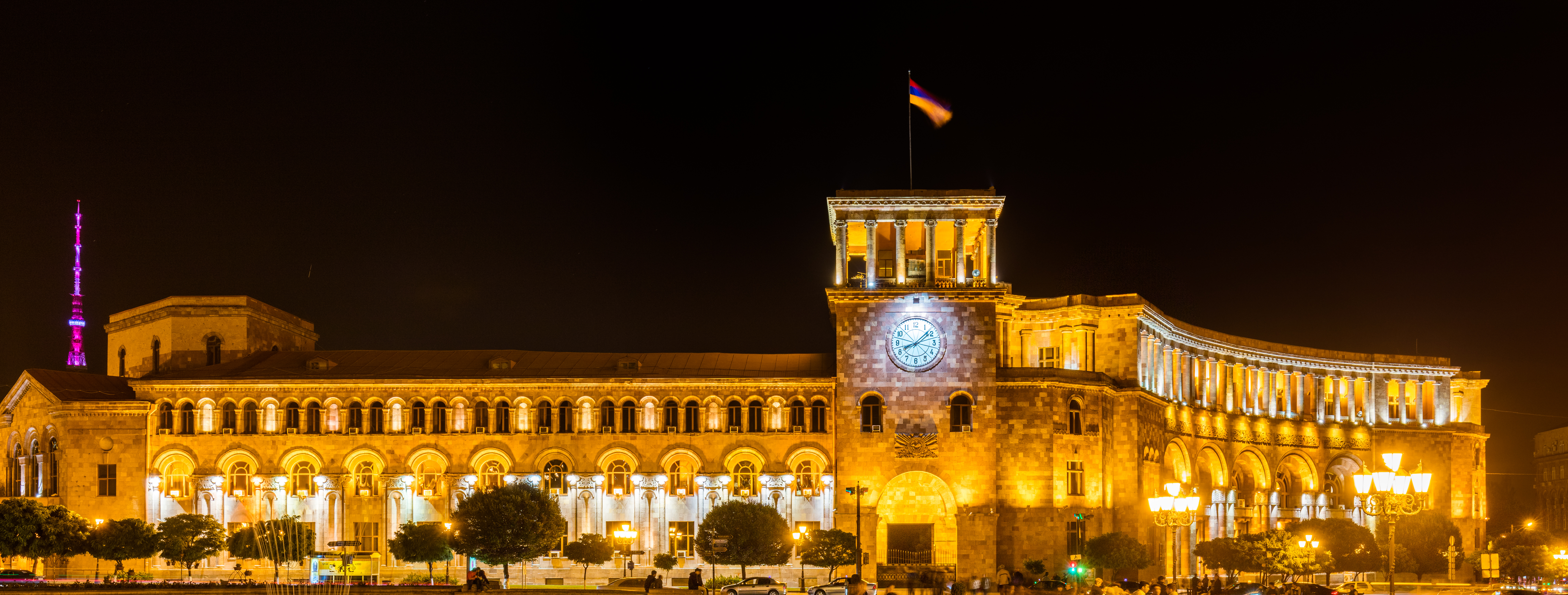
Edificio del gobierno en la Plaza de la República.

Tras el fin de la Unión Soviética, se convirtió en Ereván, la capital de la República de Armenia el 21 de septiembre de 1991. El mantenimiento de los suministros de gas y electricidad resultó difícil; el suministro de energía eléctrica continuo sin cortes, no se restableció hasta 1996. Asimismo, en los últimos cinco años, el centro de Ereván se ha transformado en una gran obra de construcción y su urbanismo ha sido remodelado para perder sus características soviéticas. Según el servicio nacional de estadística, se gastaron alrededor de 1,8 millones de dólares en construcciones en 2006. Los precios de los apartamentos del centro de la ciudad han aumentado en alrededor de diez veces durante la última década. No obstante, algunos expertos han expresado sus opiniones, y han afirmado que muchos de los nuevos edificios y la planificación urbana violan los requisitos de seguridad contra terremotos.
Ereván fue la Capital Mundial del Libro del 2012, declarada por la Unesco.

## Transportes

### Red viaria

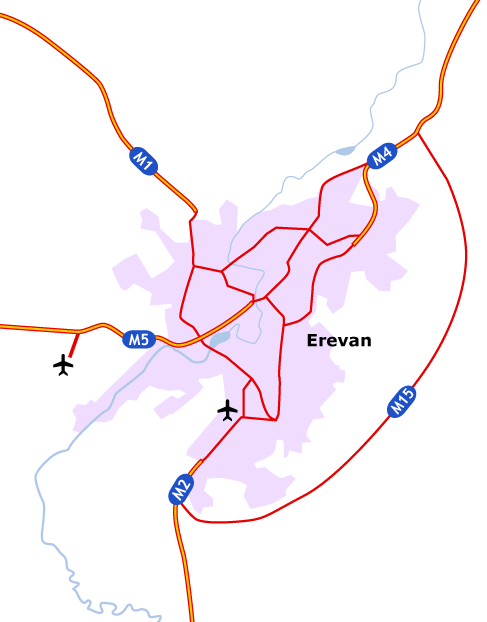
Esquema de las autovías de Ereván

Además de las grandes arterias de la ciudad, las avenidas Machtots, Baghramian y Tigran Metz, Ereván posee varias decenas de kilómetros de autovías que forman una red en forma de telaraña:
- Autovía M1 en dirección a Achtarak y Gumri
- Autovía M2 en dirección a Artashat, Goris, Kapan e Irán.
- Autovía M3 en dirección a Sevan, Dilidjian y Idjevan
- Autovía M4 en dirección al Aeropuerto Zvarnots, Etchmiadzin y Armavir
- Carretera M15, variante periférica norte sur que une la M4 en Abovian, y la M2 al sur de Ereván.

Por otra parte, el fuerte crecimiento reciente del parque automovilístico armenio (unos 12 000 vehículos por año), ha colapsado el tráfico en el centro de la ciudad y en varias vías se sufren atascos durante los días laborables. Para solucionar el problema, el ayuntamiento de la ciudad decidió invertir en la construcción de nuevas redes viarias. La obra más visible actualmente es el arreglo de una vieja vía ferroviaria como vía de circunvalación urbana que unirá los barrios del norte con el centro de la ciudad, pasando detrás de una zona residencial de lujo en construcción, después del monumento de la casacada.

### Transportes públicos

#### Metro

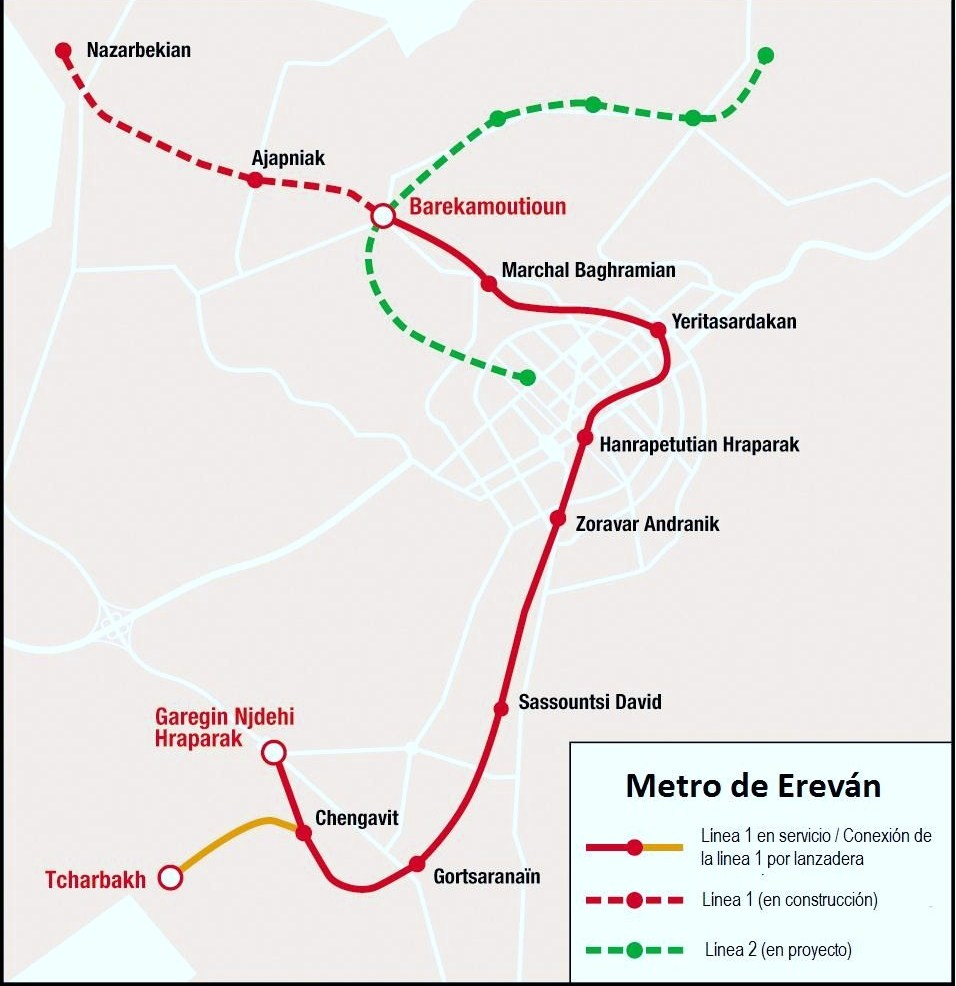
Metro de Ereván

El Metro de Ereván (en armenio Երեւանի մետրոպոլիտեն) tiene una única línea de 12 km, con 10 estaciones. Una extensión de la línea de 10 nuevas estaciones desde el noroeste al este está en construcción. La fecha de final de los trabajos no está aún determinada. Los proyectos a largo plazo prevén la construcción de dos nuevas líneas, aunque el déficit del balance presupuestario no permite fijar una fecha de inicio de los trabajos.

#### Autobuses y minibuses
Ereván tiene 46 líneas de autobús y minibús y 24 líneas de trolebús. Aún permanecen en funcionamiento los viejos autobuses de la época soviética, aunque la mayor parte están siendo reemplazados poco a poco y surgen cada vez más minibuses amarillos para reemplazaros, siendo este color el que poco a poco se impone como el color oficial de los transportes de viajeros en Ereván.
Después de 2006, el ayuntamiento ha instalado paradas de autobús en todos los barrios de la ciudad, ya que antes, únicamente los residentes locales sabían los lugares donde debía esperarse al autobús. Otras líneas de autobuses que paran en la ciudad, son los autobuses que parten de la Estación Central de Autobuses situada en el barrio de Nor Kilikia, con salidas a casi todas las ciudades de Armenia y del extranjero, destacando Tiflis en Georgia o Tabriz en Irán.

#### Tranvía
En 1906 se empezó a construir el tranvía de Ereván, siendo su último viaje en enero de 2004. El ayuntamiento decidió el cierre definitivo del tranvía, debido a que el coste de funcionamiento era 2,4 veces superior que los ingresos, intentando en vano el salvamento del tranvía el 2003. Después, los raíles fueron desmontados y vendidos al peso. En 2007, la casi totalidad de los raíles han sido retirados y las calles realquitranadas.

#### Teleférico
Hasta el año 2004, un teleférico unía el centro de la ciudad de Ereván con el barrio residencial de Nork, dentro del distrito de Nork-Marach. En el mes de abril de ese año, una cabina se descolgó desde 17 metros de altura, matando a 5 de los 7 pasajeros.
Desde el accidente, una parte de los cables se ha descolgado y la instalación ha sido abandonada. Ya deficitario antes del accidente, el teleférico busca inversores para reiniciar el servicio. Diariamente era utilizado por unas 500 personas.

### Ferrocarriles
Ereván dispone solamente de una Estación Central y algunas de las estaciones de las afueras están en desuso desde el 1990. De arquitectura típicamente soviética, con una larga punta encima del tejado del edificio, acabando con los símbolos típicos del comunismo: estrella roja, hoz y martillo. Desde el cierre de las fronteras turca y azerí, únicamente salen cuatro trenes regionales cada día, y un tren internacional cada dos días, con destino a la vecina Georgia.
Para una cantidad que puede variar entre 9000 y 18 000 drams, es posible llegar por la noche en tren a la capital georgiana, Tiflis. Luego se puede continuar el trayecto con destino a la ciudad costera de Batumi en el mar Negro. Por el lado iraní, la línea de ferrocarril atraviesa el territorio azerí de Najicheván, no permitiendo que ningún tren procedente de Ereván siga con destino sur. Hay un proyecto en estudio para la construcción de una nueva línea que conecte directamente los dos países. La estación central de trenes tiene una correspondencia con el Metro en la estación «Sasuntsi David».

### Aeropuerto

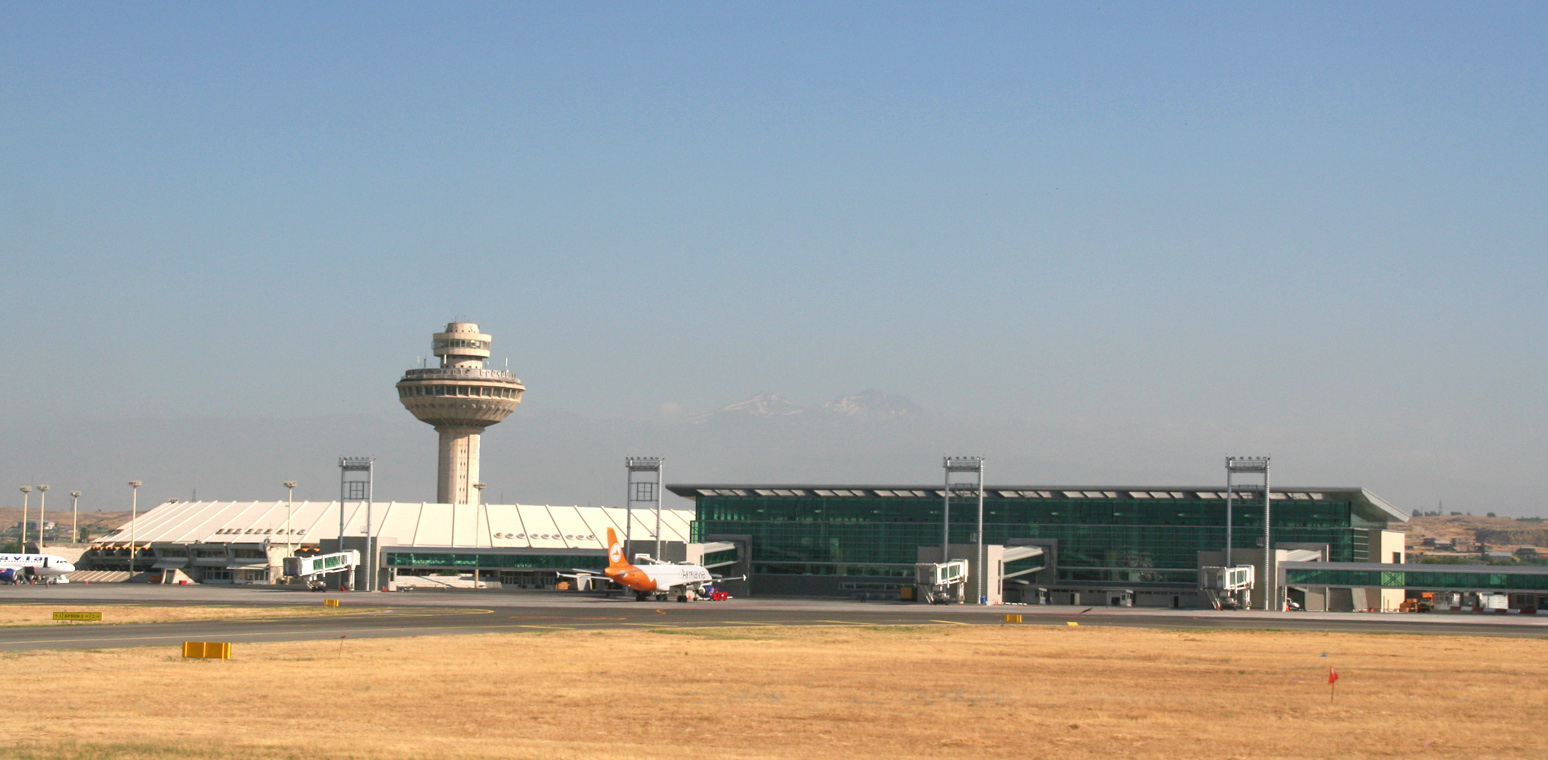
Aeropuerto de Zvartnots

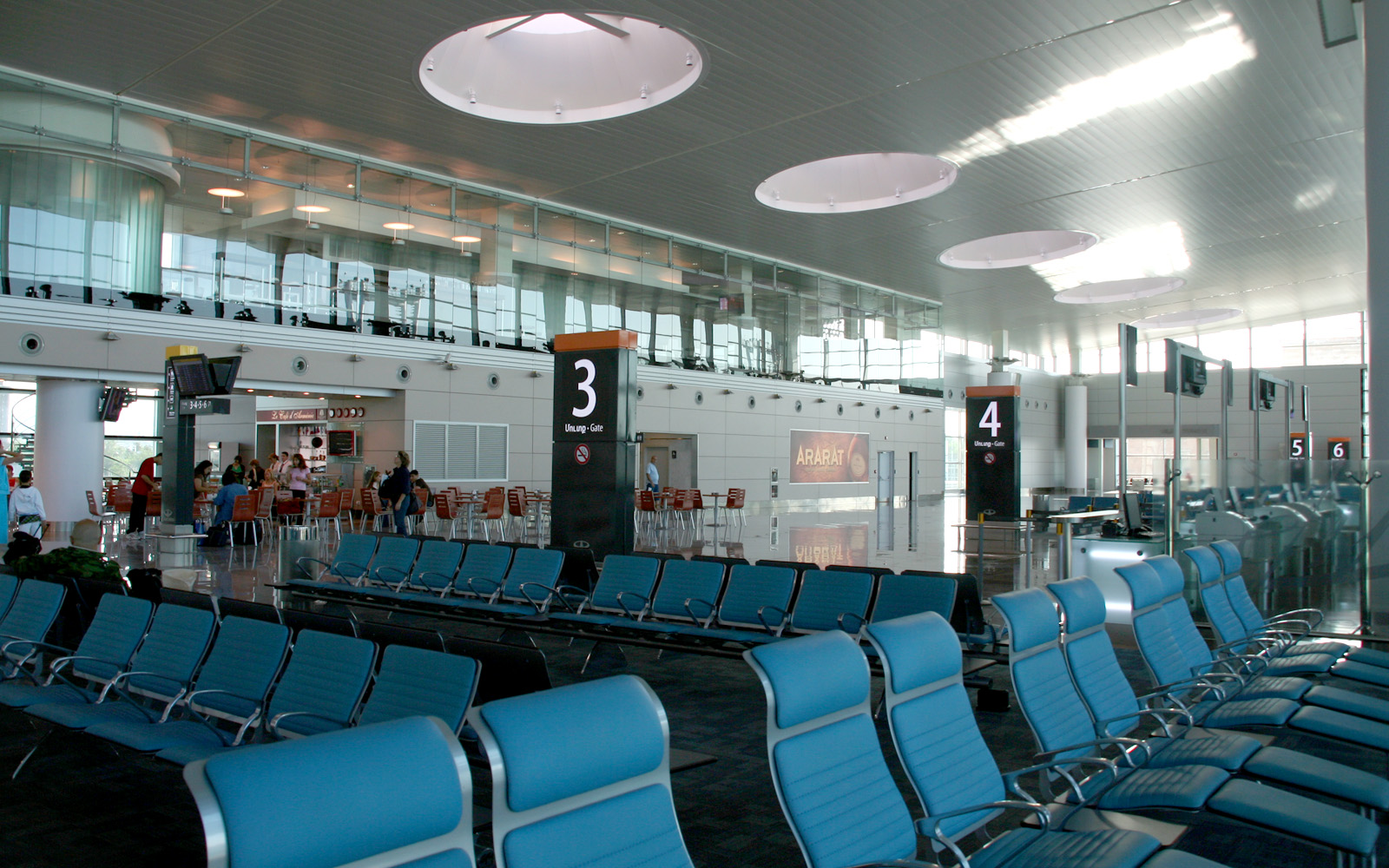
Interior de la nueva terminal

El aeropuerto internacional de Ereván (Aeropuerto Internacional de Zvartnots) está situado a unos 12 km al oeste del centro de la ciudad. Este es el primer aeropuerto del país, y base de la compañía Armavia. Inaugurado en 1961 en la era soviética, el aeropuerto de Zvartnots fue restaurado la primera vez en 1985 y una segunda en 2002 para intentar adaptarse a las normas internacionales. Después, se inicia la construcción de un nuevo terminal, estando la primera fase de los trabajos terminada en septiembre de 2006 con la apertura de la zona de llegadas. La segunda parte, la zona de embarque, ha sido inaugurada en mayo de 2007.
El segundo aeropuerto de Ereván es el aeropuerto Erebouni. Después de la independencia del país en 1991, los vuelos comerciales son abandonados en beneficio de los vuelos privados. El ejército del aire igualmente tiene una base en el aeropuerto, y son varios los MiG-29 que están aparcados en la terminal de Erebouni.

## Deportes
Ereván fue una de las sedes de la Copa Mundial de Fútbol Juvenil de 1985, disputada en la Unión Soviética. En el Estadio Hrazdan se jugaron los seis encuentros del Grupo A, compuesto por las selecciones de Bulgaria, Colombia, Hungría y Túnez, y uno de cuartos de final.
La ciudad también albergó los Juegos Pan-Armenios, que han sido realizados en 1999, 2001, 2003, 2007 y 2011.
Seis de los ocho equipos que participaron en la temporada 2007 de la liga armenia de fútbol son erevaneses: el Ararat, el Banants, el MIKA, el Uliss y el Pyunik. Este último es el equipo más exitoso de la Armenia postsoviética, habiendo ganado ocho de los quince campeonatos disputados hasta el momento.

### Infraestructuras deportivas
El estadio Hrazdan, construido en 1972, es el más grande del país, con capacidad para 72 000 espectadores. Es utilizado principalmente para partidos de fútbol, pero también cuenta con instalaciones para practicar karate, gimnasia, baloncesto, boxeo, esgrima y tenis de mesa. En él hace de local el FC Ararat, uno de los equipos más populares del país.
En el estadio Hanrapetakan, construido en 2000 y con capacidad para casi 35 000 personas, ejercen la localía la selección de fútbol de Armenia y el FC Pyunik. Otros estadios erevaneses son el estadio Banants, el estadio Mika y el estadio Nairi.

## Ciudades hermanadas
Las ciudades hermanadas con Ereván son:
- Odesa, Ucrania
- Antananarivo, Madagascar
- Atenas, Grecia
- Beirut, Líbano
- Madrid, España
- Buenos Aires, Argentina
- Bratislava, Eslovaquia
- Armenia, Colombia
- Cambridge, Estados Unidos[27]
- Carrara, Italia
- Chisináu, Moldavia
- Damasco, Siria
- Florencia, Italia
- Isfahán, Irán[28]
- Kiev, Ucrania[29]
- Los Ángeles (Estados Unidos)[30]
- Lyon, Francia
- Marsella, Francia[31]
- Minsk, Bielorrusia
- Montreal, Canadá
- Moscú, Rusia
- São Paulo, Brasil
- San Petersburgo, Rusia[32]
- Tiflis, Georgia
- Titograd, Montenegro
- Stávropol, Rusia
- Volgogrado, Rusia